# Giulio Trevisani
Giulio Trevisani (Napoli, 21 luglio 1890 – Milano, 19 maggio 1969) è stato uno scrittore italiano.

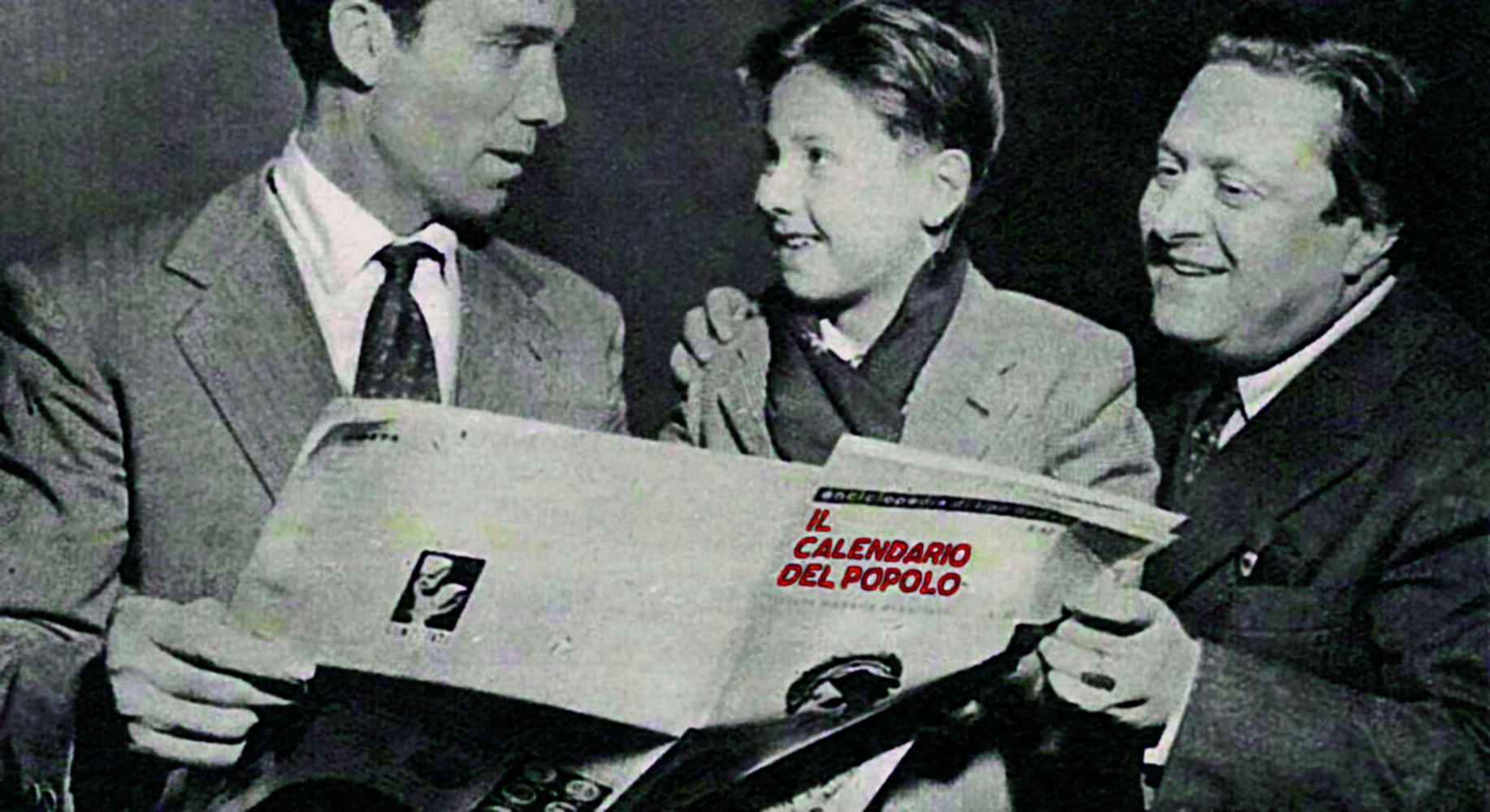
Lamberto Maggiorani e Enzo Staiola, protagonisti del film Ladri di biciclette, insieme a Giulio Trevisani (a destra)

Laureato in giurisprudenza, avvocato e giurista, fu anche critico letterario e teatrale, scrittore e giornalista. Autore di commedie e collaboratore di riviste satiriche con lo pseudonimo di Giulio Da Napoli, è stato protagonista della battaglia terzinternazionalista che, nell'ottobre 1922, ha portato all'espulsione dal Partito Socialista Italiano della corrente riformista, poi riunitasi nel Partito Socialista Unitario.
Militante del Partito Comunista Italiano, nel 1945 fondò la rivista Il Calendario del Popolo che diresse fino alla morte. Prolifico autore di libri, fu molto attivo nel dopoguerra nella diffusione della "cultura popolare". Dal 1947 fu critico teatrale de L'Unità. Presso la Fondazione Luigi Micheletti di Brescia è custodito il Fondo Giulio Trevisani.

## Opere
- Giulio Trevisani, Piccola enciclopedia del socialismo e del comunismo, Edizioni cultura nuova, Milano 1951
- Giulio Trevisani e Stefano Canzio, Compendio di Storia d'Italia, Edizioni La Pietra, 1961
- Giulio Trevisani, Storia del movimento operaio italiano, Edizioni del Gallo, 1965
- Giulio Trevisani e Carlo Salinari, Italiani per la libertà, Edizioni Novara Tip, 1967
- Giulio Trevisani e Stefano Canzio, Il papato contro l'Italia, prefazione di Luciano Canfora, con scritti di Palmiro Togliatti e Luigi Russo, Milano, Nicola Teti Editore, 2008, ISBN 978-88-7039-025-4.